# Fermín Galán
Fermín Galán Rodríguez (San Fernando, 4 de octubre de 1899-Huesca, 14 de diciembre de 1930) fue un militar español, ejecutado en las postrimerías del régimen de la Restauración tras la fallida sublevación de Jaca. Fue condecorado con la Cruz Laureada de San Fernando por su papel con la Legión Española en la guerra del Rif, a título póstumo.

## Biografía

### Guerra del Rif
Perdió a edad muy temprana a su padre, suboficial de la Armada Española, realizando estudios castrenses en la Academia Militar de Infantería de Toledo. En 1924, siendo teniente de la Legión, había sido destinado a la VII Compañía de la III Bandera de la Legión. Su unidad, destinada en la zona oriental del Marruecos español, participó en varias operaciones para abastecer posiciones semicercadas. En uno de estos combates, para liberar la posición de Sidi-Messaud, cerca de Ben Tieb, Galán tuvo una actuación destacada, siendo citado en la Orden y mereciendo un muy favorable comentario en el parte de la operación firmado por Francisco Franco. En Aduar de Xeruta su unidad es emboscada por el enemigo. Los legionarios consiguen aguantar la embestida del enemigo luchando cuerpo a cuerpo sufriendo numerosas bajas, entre ellas, la muerte del teniente Peire y de cuatro legionarios, y las heridas de otros dos oficiales de la unidad y de cinco legionarios y la desaparición de otros dos legionarios. Galán es resultado gravemente herido y evacuado del frente.
Durante la convalecencia, en el Hospital de Carabanchel, escribió una novela sobre la guerra del Rif: La barbarie organizada, en la que cuenta con verdadero desgarro y a través de un argumento novelado con personajes de ficción lo que fue su experiencia en la guerra de África, que dejó una huella indeleble en su carácter.

### Primera sublevación y cárcel
En 1926 participó en la llamada Sanjuanada contra la dictadura del general Miguel Primo de Rivera iniciada en 1923, circunstancia que le supuso, tras consejo de guerra, seis años de condena en el castillo de Montjuic, donde tendría ocasión de intimar con destacados líderes del anarquismo en Barcelona.
También durante su estancia en el castillo de Montjuic escribe un ensayo político con el título La nueva creación, en el que entra, esta vez de lleno, en el terreno de las ideas políticas. El libro, aunque correcto en su estilo, está escrito con el rigorismo inflexible propio del ámbito castrense, ofreciendo modelos de gobierno más apropiados para la organización de la vida cuartelera en todos sus detalles que para la vertebración del Estado. Esta obra, en fin, adolece de una notable ingenuidad en sus planteamientos, prueba, sin duda, del profundo desconocimiento de su autor en cuanto hace a la ciencia política, si bien no deja de ofrecer un notable interés por cuanto sirve de muestra acerca del sentimiento de desprecio hacia la clase política compartido por la mayoría de la joven oficialidad del Ejército español de aquellos tiempos.
Tras la dimisión de Primo de Rivera, y cumplidos tres años y medio de reclusión, con ocasión de la amnistía decretada por el nuevo dictador, el general Dámaso Berenguer, solicita su reincorporación al servicio activo, regresando con el empleo de capitán y siendo destinado al Regimiento Galicia n.º 19 con guarnición en la ciudad de Jaca.

### Sublevación de Jaca

Ciudadela de Jaca, en la provincia de Huesca.

En su nuevo destino de la ciudad pirenaica no tarda en entrar en contacto con los principales elementos del movimiento republicano activos en esa localidad. Julián Borderas Pallaruelo, José Luis Rodríguez Subirana (El Relojero), Pío Díaz y Antonio Beltrán Casañas (El Esquinazau), son algunos de ellos. Ese mismo año, en 1930, se pone al servicio del Comité Nacional Revolucionario, recientemente constituido por los republicanos tras el Pacto de San Sebastián, siendo designado por aquel "delegado del Comité Revolucionario en Aragón". Desde ese momento iniciará una febril carrera en la que no cejará hasta urdir, junto con otros compañeros de armas también destinados en Jaca, un plan para sublevar la guarnición y unirse al alzamiento republicano de alcance nacional que prepara el Comité Revolucionario Nacional (CRN).
Las precauciones que en ello pone el CRN, son interpretadas por Galán como falta de decisión, de manera que los continuos aplazamientos para la fecha del alzamiento decididos por el CRN terminan por agotar la paciencia de Galán, quien, decidido a sacar las tropas a la calle, lanza un ultimátum. Un nuevo y último aplazamiento lleva a Galán a cumplir sus amenazas y en compañía de varios oficiales —entre otros, los capitanes Ángel García Hernández, perteneciente al Batallón de Cazadores de Montaña La Palma n.º 8, Salvador Sediles, Luis Salinas, del cuerpo de Artillería y, en situación de disponible forzoso, Miguel Gallo— y algunos paisanos, líderes locales del movimiento republicano, subleva la guarnición de la ciudad en la madrugada del día 12 de diciembre de 1930, dando comienzo a la sublevación de Jaca. Los sublevados forman dos columnas, una por ferrocarril y otra por carretera, y se dirigen hacia Huesca, en donde esperan —porque así se lo han prometido algunos de los oficiales allí destinados— que se les unirán las fuerzas de esa guarnición.

### Fracaso y condena a muerte

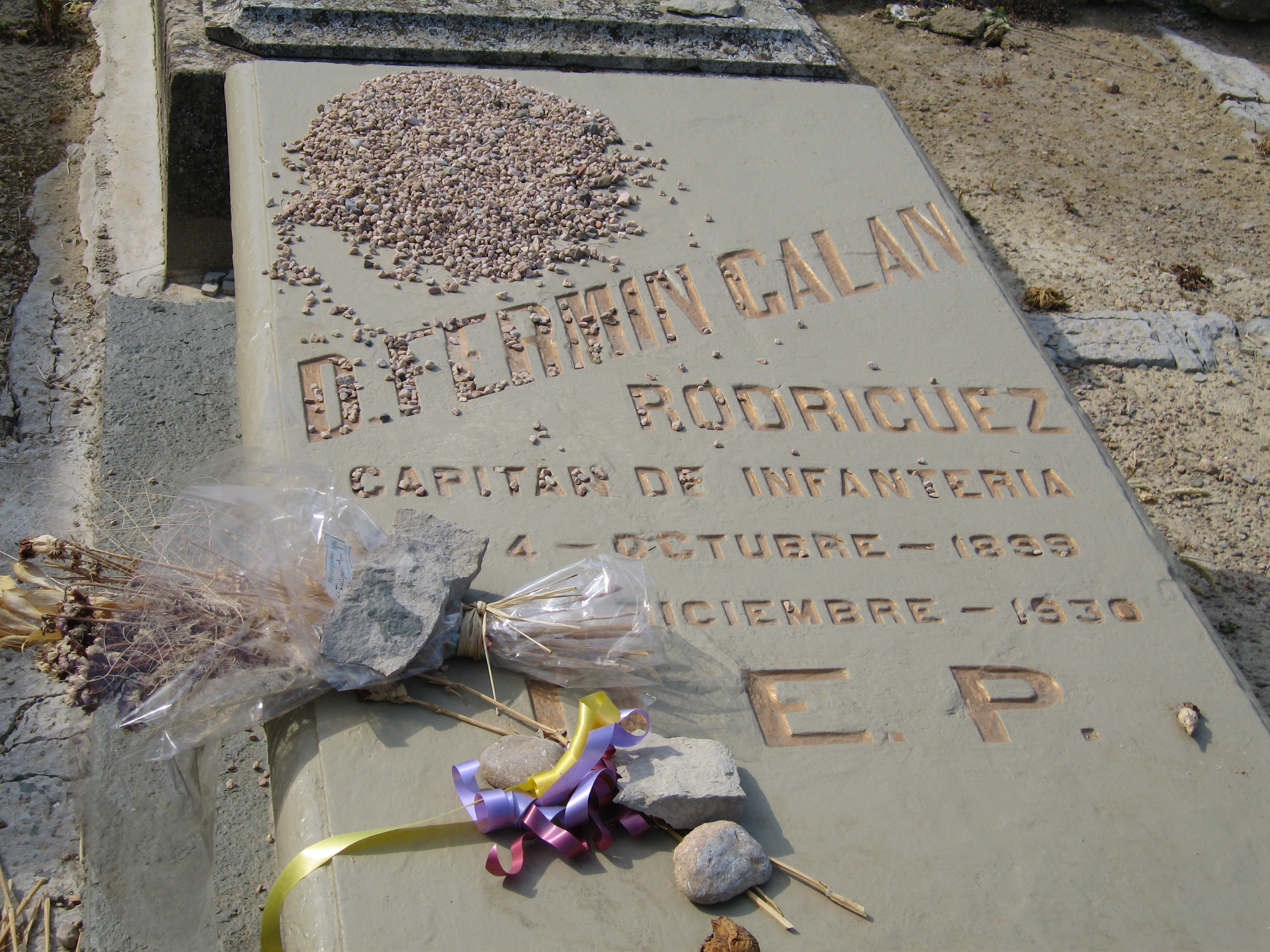
Tumba de Fermín Galán en Huesca.

El Gobierno, alertado de lo que sucede por una funcionaria de la oficina de telégrafos de Jaca, reacciona con rapidez y, a través del capitán general de la región militar, trata de cortar el avance de los sublevados hasta Huesca, disponiendo el despliegue de tropas sobre las lomas de Cillas, a pocos kilómetros de Huesca. Cuando la columna rebelde llega junto a Cillas, se produce el choque con las fuerzas gubernamentales allí desplegadas, iniciándose un breve pero intenso combate que no tarda en provocar la desbandada en completo desorden de los sublevados. Galán, desconcertado ante la imprevista presencia de tropas gubernamentales, permanece en pie, impertérrito, en medio del fuego cruzado, hasta que unos oficiales que se apresuran a abandonar el escenario del combate lo suben en uno de los coches que emprenden la huida. Tras unos kilómetros recorridos, Galán recobra el ánimo y ordena parar el vehículo en las proximidades de Biscarrués, hasta donde se dirige a pie en compañía de otros dos oficiales y se entrega al alcalde del pueblo, como única autoridad presente. Avisada la Guardia Civil, una nutrida dotación del cuerpo llega hasta Biscarrués y se hace cargo de los tres prisioneros, conduciéndolos hasta el Gobierno Militar de Huesca en donde, durante la noche del día 13 y buena parte de la madrugada del día 14 de diciembre, junto con otros oficiales detenidos en la misma dependencia militar, son juzgados en un consejo de guerra sumarísimo que condena a muerte a los capitanes Fermín Galán Rodríguez y Ángel García Hernández. Ese mismo día, el 14 de diciembre, a pesar de ser domingo, los condenados son fusilados junto a las tapias del polvorín de Fornillos, a dos kilómetros de Huesca. Galán da la orden de fuego al pelotón de ejecución, cayendo con un grito de ¡Viva la República!. Fue enterrado en el cementerio civil de Huesca.

## Héroe de la República
Instaurada la Segunda República Española el 14 de abril de 1931, y consciente del papel que habían jugado ambos militares en su fallido golpe de Estado para instaurar la República instado por el Comité Revolucionario Nacional, el nuevo Gobierno republicano tomó una serie de medidas para ensalzar su figura, entre ellas reabrir el expediente de juicio contradictorio para la concesión de la Cruz Laureada de San Fernando al capitán Fermín Galán por su heroico comportamiento en la Legión Española. Ambos capitanes de infantería se convirtieron en iconos del republicanismo español, pasando a ser considerados como Mártires de la República.
En la primera sesión celebrada por el ayuntamiento republicano de la ciudad de Madrid, se acordó el cambio de los nombres de algunas calles y plazas, así la plaza de Isabel II se llamó entonces de Fermín Galán.
Tuvo dos hermanos, Francisco y José María Galán, ambos de carrera militar. Francisco Galán fue un destacado dirigente comunista, mientras que José Galán —de pseudónimo José María Galán— escribió la biografía de su hermano Fermín.
La historia de este militar fue tan célebre que en 1931 el cine español la llevó a la gran pantalla en una famosa película del mismo nombre, y al teatro en una obra de Rafael Alberti.
La calle Bidebarrieta, una de las más largas de Éibar, llevó su nombre durante la época de la República.
En Valencia tiene dedicada, junto a Miguel Ángel García Hernández, la Plaça dels Capitans Galán i Garcia Hernandez.
En Burjasot tiene dedicadas, junto a Miguel Ángel García Hernández, la Calle Fermín Galán y García Hernández y la Avenida Mártires de la Libertad.